# Руанский университет
Руанский университет (фр. Université de Rouen-Normandie) — французский национальный университет, расположенный в городе Руан, Нормандия.
Университет относится к Руанской академии, которая также включает Университет Гавра.

## История
Университет был основан в 1966 году, хотя история вуза восходит к 1605 году, когда в Руане был открыт высший медицинский колледж. Нынешним ректором является Джафер Озкул, занявший эту должность в 2007 году.
В настоящее время в университете обучается более 31 500 студентов на всех факультетах, работает более 2 500 академических и административных сотрудников. Кампус университета находится в Мон-Сен-Эньян.

## Структура
В составе университета шесть учебно-исследовательских подразделений, пять институтов и внутренняя школа.
- Факультет лингвистики
- Исторический факультет
- Факультет философии
- Факультет географии
- Факультет психологии
- Факультет социологии
- Факультет точных наук
- Факультет права
- Факультет медицины и фармацевтики
- Факультет компьютерных наук и технологий

Считается престижным университетом, в числе преподавателей которого — профессор Натали Депра, один из самых известных французских феноменологов и философов.
Согласно US News & World Report, Руанский университет занял 835 место (по сравнению с Университетом Асьют в Египте и Университетом Антиокии в Колумбии) в списке лучших университетов мира (опубликовано 24 октября 2017 года) из 1250 оцениваемых университетов. Руанский университет также сравнивали с 66 другими французскими университетами, и он занял 45 место. Эти рейтинги базируются на репутации университета, а также объёме и качестве исследований, проведенных в каждом месте.

## Известные преподаватели и выпускники
- Ботта, Карло — итальянский историк.
- Будон, Жак-Оливье — французский историк.
- Буйон, Кристоф — французский политик.
- Воше, Андре — французский историк.
- Канайе, Аньес — французский политик.
- Конфьян, Рафаэль — французский писатель.
- Крибье, Алан — французский медик.
- Маке, Эмманюэль — французский политик.
- Мантовани, Брюно — французский композитор.
- Мартен, Паскаль — французский политик.
- Морен-Десайи, Катрин — французский политик.
- Сиссоко, Джанго — малийский политик.
- Траина, Джусто — итальянский историк.
- Троаллик, Катрин — французский политик.
- Фирмен-Ле Бодо, Аньес — французский политик.
- Фонтен, Николь — французский политик.
- Эрно, Анни — писательница. Лауреат Нобелевской премии по литературе 2022 года.